# El Salvador (Cuba)
El Salvador is een gemeente in de Cubaanse provincie Guantánamo. De gemeente heeft een oppervlakte van 630 km² en telt 43.000 inwoners (2015).